# Cercosaura
Cercosaura es un género de pequeños lagartos que pertenecen a la familia Gymnophthalmidae. Se distribuyen por toda Sudamérica.

## Especies
El género Cercosaura se compone de las siguientes especies:
- Cercosaura ampuedai (Lancini, 1968) - quizá sinónimo de C. vertebralis
- Cercosaura argula Peters, 1863
- Cercosaura bassleri[2] Ruibal, 1952
- Cercosaura dicrus (Uzzell, 1973)
- Cercosaura doanae Echevarría, Barboza & Venegas, 2015
- Cercosaura eigenmanni (Griffin, 1917)
- Cercosaura hypnoides[3] Doan & Lamar, 2012
- Cercosaura manicata O’Shaughnessy, 1881
- Cercosaura nigroventris (Gorzula & Senaris, 1999)
- Cercosaura ocellata Wagler, 1830
- Cercosaura oshaughnessyi (Boulenger, 1885)
- Cercosaura parkeri (Ruibal, 1952)
- Cercosaura phelpsorum (Lancini, 1968)
- Cercosaura quadrilineata Boettger, 1876
- Cercosaura schreibersii Wiegmann, 1834
- Cercosaura steyeri (Tedesco, 1998)
- Cercosaura vertebralis O’Shaughnessy, 1879